# Paepalanthus euryphyllus
Paepalanthus euryphyllus är en gräsväxtart som beskrevs av Wilhelm Willy Otto Eugen Ruhland. Paepalanthus euryphyllus ingår i släktet Paepalanthus och familjen Eriocaulaceae. Inga underarter finns listade i Catalogue of Life.